# Перси Джексон
Перси Джексон (англ. Percy Jackson) — главный герой литературного цикла Рика Риордана «Перси Джексон и Олимпийцы», от лица которого разворачивается повествование. Также является одним из семи ключевых персонажей сиквела серии «Герои Олимпа», появившись в каждой книге, за исключением «Пропавшего героя», и выступает в качестве второстепенного персонажа в цикле-триквеле «Испытания Аполлона», что делает его одним из нескольких персонажей, появившихся во всех трёх сериях. Кроме того, Перси Джексон фигурирует в роли рассказчика и основного протагониста в греко/римском-египетском кроссовере «Полубоги и маги», а также играет второстепенную роль в спин-оффе «Магнус Чейз и боги Асгарда». В дополнительных произведениях, в частности «Греческие боги» и «Греческие герои», Перси также отведена роль рассказчика.
В серии фильмов от 20th Century Fox роль Перси Джексона исполнил Логан Лерман,, в мюзикле «Похититель молний» — Крис Маккаррелл, а в сериале для Disney+ — Уокер Скобелл.

## Создание и концепция
Персонаж Перси Джексон был создан в тот момент, когда Рик Риордан начал придумывать истории для своего сына Хейли Риордана, которому весной 2002 года были поставлены диагнозы СДВГ и дислексия. Когда Хейли учился во втором классе и изучал греческую мифологию, он просил отца рассказывать ему сказки на ночь, базирующихся на мифах. Когда у его отца закончились идеи, Хейли предложил Рику придумать новые истории, которые бы объединяли существующих мифологических персонажей с новыми. Это побудило Риордана создать вымышленного персонажа Перси Джексона и историю его путешествие по Соединенным Штатам, в поисках похищенных молний Зевса. Услышав историю, Хейли предложил отцу адаптировать её в качестве романа. Впоследствии Риордан выслушал мнение нескольких учеников средней школы, прежде чем донести концепцию Перси Джексона до издателя.
Риордан отметил, что Перси Джексон был «вдохновлён личной борьбой его сына» в школе. Хейли и Перси были «одного возраста» и разделяли несколько общих черт характера, хотя и были абсолютно непохожи внешне. Также Риордан заявил, что Перси обладает «[его] чувством юмора». Ко всему прочему, персонаж «вобрал в себя черты личности многих учеников, которые были у него в прошлом».

## Личность
Перси Джексон представлен как полубог, сын смертной женщины Салли Джексон и греческого бога морей Посейдона. Он страдает СДВГ и дислексией, что объясняется тем, что разум Перси заточен на древнегреческий язык, а сам он имеет врождённые «боевые рефлексы». Перси родился 18 августа. В первом романе серии «Похититель молний» ему 12 лет.
Его личность описывается как «непостоянная, как море», поскольку изменения в его характере трудно предсказать, за исключением того, что он непоколебимо предан своим друзьям и семье. Богиня Афина описывает эту черту как роковой недостаток юноши. «Силы» Перси, которые проявляются с малого и развиваются по мере выхода книг, включают: управление водой, создание ураганов, дыхание под водой и общение с животными и рыбами, похожими на лошадей. Также, со временем он превращается в умелого воина и лидера. На протяжении всей серии Перси Джексон и Олимпийцы, Перси становится более уверенным и смелым. Он выполняет роль старосты в домике Посейдона в летнем лагере полубогов — Лагере полукровок.
По окончании событий «Последнего пророчества», следующее появление Перси состоялось в «Сыне Нептуна», второй книге цикла Герои Олимпа. Он страдает от амнезии и изо всех сил пытается восстановить свою память в течение романа. Некоторое время в книге он не может вспомнить никого, кроме Аннабет Чейз, своей возлюбленной. Он попадает на тренировочную базу римских полубогов под названием Лагерь Юпитера и избирается претором, когда римляне признают его после выполненного квеста. В течение трёх оставшихся книг, где повествование ведётся от третьего лица, его характер претерпевает значительные изменения: у него развивается иррациональный страх быть утопленным; он признаёт, что его навыки ведения боя на мечах ухудшились; Перси начинает принимать более взвешенные решения в отношении своих близких. Один из самых мрачных моментов в жизни персонажа разворачивается в «Доме Аида», когда Перси обнаруживает, что он может контролировать воду в теле человека, и использует этот навык, чтобы пытать богиню Ахлис. Хотя Аннабет и удаётся вразумить Перси, им овладевает чувство вернуться к использованию этой силы.
В конце «Крови Олимпа» Перси и Аннабет решают закончить последний год обучения в средней школе в Нью-Йорке, а затем поступить в колледж в Новом Риме (город полубогов в Калифорнии, охраняемый лагерем Юпитера). В «Тайном Оракуле» он был принят в колледж с полной стипендией, при условии, что он сможет сдать экзамены и закончить учёбу, часть которой он пропустил в «Пропавшем герое». Забота Перси о своём будущем и семье приводит его к нехарактерному отказу в просьбе о помощи в поисках восстановления божественного статуса Аполлона.

## Друзья и родственники

### Семья
Перси — сын Посейдона; его мать Салли Джексон вышла замуж за человека по имени Гейб Ульяно, когда Перси был ребёнком. На протяжении всей семейной жизни Ульяно оскорблял Перси и Салли, однако последняя, с подачи сына, расторгнула с ним отношения в конце «Похитителя молний».
Между событий «Лабиринта смерти» Салли Джексон вышла замуж за Пола Блофиса, учителя, с которым она познакомилась на писательском семинаре, когда та поступила в колледж. Перси любит и уважает своего нового отчима и, в конце концов, раскрывает ему, что он полубог. Несмотря на потрясение этим откровением, Пол по-прежнему остаётся в семье Джексонов и принимает сложную жизнь Перси. В «Тайном оракуле» мать Перси находится на седьмом месяце беременности ребёнком от Пола (единоутробной сестрой Перси). В «Корабле мертвецов» выясняется, что она родила девочку, которую назвали Эстель.
У Перси есть единокровный брат по имени Тайсон, который является циклопом. Несмотря на то, что Перси связан с большим количеством существ из древнегреческой мифологии, будучи отпрыском Посейдона, Тайсон — один из немногих, кого он признаёт семьёй. Впервые Перси встретил Тайсона в школе, во время событий «Моря чудовищ», но узнал об их родстве позднее. Также Перси отдалённо связан с лошадьми, пегасами, некоторыми другими монстрами и многочисленными богами и полубогами через своего отца. Значительными примерами этого может быть то, что он технически является внуком Кроноса, племянником Аида, Зевса и многих других олимпийцев.

### Друзья
Самый близкий друг Перси — Гроувер Ундервуд, сатир, которому изначально было поручено защищать его и безопасно доставить в Лагерь полукровок. Ещё одна близкая подруга Перси — Аннабет Чейз, с которой он познакомился, когда она помогла ему восстановиться после первого боя с Минотавром. Эти двое сопровождают его во время его первого и большинства последующих квестов.
Перси также близок ко многим другим персонажам серии книг. Среди его ближайших друзей: Талия Грейс, дочь Зевса и лидер охотниц Артемиды; Лука Кастеллан, сын Гермеса (сначала друг Перси, затем его враг и, наконец, снова друг незадолго до смерти); Нико ди Анджело, сын Аида; Рэйчел Элизабет Дэр, смертная пифия и хозяйка Дельфийского Оракула; Хейзел Левеск, дочь Плутона; Лео Вальдес, сын Гефеста; Джейсон Грейс, сын Юпитера; Пайпер Маклин, дочь Афродиты и Фрэнк Чжан, сын Марса. Фрэнк Чжан также является потомком Периклимена, потомком Посейдона и дальним родственником Перси. Наконец, у Перси необычные отношения с Клариссой Ла Ру, дочерью Ареса и главной задирой в Лагере полукровок, которая ненавидит Перси, но часто помогает ему.

#### Романтические отношения
Самые продолжительные и важные в жизни Перси отношения у него выстроились с Аннабет Чейз. Их чувства друг к другу постепенно возрастают на протяжении всего оригинального цикла, а богиня Афродита впервые намекает на влечение юноши к лучшей подруге в «Проклятии титана», когда Перси пытается спасти Аннабет из рук титана Атланта. Тем не менее, они официально становятся парой лишь в завершении «Последнего пророчества».
Другие важные романтические отношения Перси происходят в промежутке между формирования первых. После событий «Лабиринта смерти», незадолго до последней битвы с титанами, Перси проводит время со своей смертной подругой Рэйчел Элизабет Дэр. Их дружба вызывает конфликт между Перси и Аннабет. Ближе к концу «Последнего пророчества», Рэйчел понимает, что её влечет не к Перси, а к его мифологическому миру, поскольку судьбой ей было уготовано стать следующим дельфийским оракулом.
Также Перси становится романтическим интересом трёх других персонажей произведений, однако сам он не замечает этого. Восхищение Нико ди Анджело постепенно перерастает в любовь к сыну Посейдона, однако его чувства осложняются тем, что Нико также начинает винить Перси в смерти своей сестры Бьянки. В «Лабиринте смерти» в Перси влюбляется Калипсо, которую боги отправили в ссылку на остров Огигия. Впоследствии её освобождает из заточения друг Перси, Лео Вальдес. В «Сыне Нептуна» чувства к Перси зарождаются у Рейны Авилы Рамирес-Ареллано, которая находит его похожим на своего бывшего возлюбленного, Джейсона Грейса.

### Магические питомцы
У Перси есть несколько животных-компаньонов. Первый — Пират, чёрный пегас, которого Перси освободил из заключения на яхте «Принцесса Андромеда» в «Море чудовищ». При первом появлении Пират упоминается как "кобыла", однако, во всех последующих книгах его называют жеребцом. Пират становится личным конём и компаньоном Перси. Он непоколебимо предан своему хозяину, и в некоторых случаях даже спасал ему жизнь. Пират всегда называет Перси "боссом" и любит сахарные кубики и пончики. У Пирата есть два друга по имени Порки и Гвидо — белые пегасы, которые иногда его сопровождают. Все трое — разумные существа, способные взаимодействовать с другими полубогами независимо от языка.
Второй магический питомец Перси — миссис О'Лири, появившаяся в четвёртом романе «Лабиринт смерти». Она — адская гончая, которую тот получил от Дедала (изначально представившегося Перси в качестве искусного фехтовальщика Квинтуса) после смерти изобретателя. Хотя миссис О'Лири описывается как «собака размером с танк», магическая завеса, известная как Туман, заставляет её казаться смертным пуделем. Перси часто называет её "своей собакой" и иногда использует способность миссис О'Лири «путешествовать в тени», чтобы преодолевать большие расстояния в считанные мгновенья. Его брат Тайсон и погибший друг Чарльз Бекендорф также присматривали за гончей, а после исчезновения Перси в Героях Олимпа она также находилась под опекой Нико ди Анджело.
Также Перси хорошо знаком с гиппокампусом по имени Радуга, которому нравится сводный брат Перси Тайсон. Впервые он появляется в «Море чудовищ», где помогает Перси и его друзьям проникнуть на яхту Луки Кастеллана «Принцесса Андромеда». Позже он спасает жизнь Тайсона и возвращается, чтобы помочь двум братьям в чрезвычайных ситуациях.
Ко всему прочему, Перси путешествовал с маленьким котёнком-скелетом по имени маленький Боб, который привязался к титану Бобу. Маленький Боб был случайно создан одним из слуг Атланта, который пытался вызвать группу спарт. Когда Перси очутился в Тартаре во время событий «Дома Аида», Аннабет, Боб, и он нашли котёнка и отправились с ним в путешествие. Котёнку нравится Боб и он защищает всю группу в целом, из-за чего титан называет его «хорошим монстром». Маленький Боб может по желанию превратиться в огромного саблезубого тигра. Его мурлыканье непропорционально громко для животного его размера. Маленький Боб остался в Тартаре вместе с титанами, чтобы помочь открыть Врата Смерти. Его дальнейшая судьба неизвестна.

## Описание
Перси описывается как симпатичный парень с лохматыми чёрными волосами, "средиземноморским" цветом лица и морскими зелёными глазами, как у его отца Посейдона. Его мать отмечает, что Перси выглядел точно так же, как его отец, а по мнению его подруги Хейзел, Перси обладает внешностью римского бога.

### Способности
Как и большинство полубогов, Перси страдает СДВГ и дислексией, что объясняется врождёнными боевыми рефлексами, а также тем, что его мозг более естественно воспринимает древнегреческий, чем английский. После обучения в Лагере Полукровок, он разработал греческий боевой стиль (который римляне называют непредсказуемым) и стал опытным фехтовальщиком. Искупавшись в реке Стикс, Перси получил проклятие Ахилла, что сделало его неуязвимым, за исключением небольшого участка в основании поясницы. Он потерял эту силу, окунувшись в Маленький Тибр, окружающий Новый Рим. Кроме того, у него есть «эмпатическая связь» с его первым другом из Лагеря Полукровок Гроувером.
Будучи сыном Посейдона, одного из «Большой тройки» (остальные — Зевс и Аид), Перси гораздо могущественнее большинства других полубогов. Он хорошо владеет артефактами, имеющими отношение к его отцу. Перси одарён несколькими полубожественными способностями: умением манипулировать водой и потоками; повышенной силой и чувствительностью рядом с водой; умением дышать под водой и управлять старыми парусными кораблями силой мыслей; возможностью общаться с морскими животными, лошадьми, водяными нимфами и с некоторыми своими родственниками; а также способность создавать небольшие землетрясения и ураганы. Также вода обеспечивает Перси защиту от травм и огня. Все способности Перси соответствуют мифам и способностям его отца.

### Оружие
Основным оружием Перси является Анаклузмос («Стремительное течение»), меч из небесной бронзы, подаренный ему Хироном по указанию Посейдона. История меча отсылает к Гераклу, которому подарила оружие нимфа Зои Ночная Тень, дочь Атланта. Анаклузмос в состоянии изменять форму: будучи неактивным, он превращается в шариковую ручку с выгравированным названием. Меч возвращается в карман владельца в случае потери. Поскольку он сделан из небесной бронзы, клинок причиняет вред богам, полубогам и монстрам, однако остаётся безобидным для смертных. В книге «Магнус Чейз и боги Асгарда. Корабль мертвецов» выясняется, что Анаклузмос — меч-девочка. Также Перси использовал магические дротики, созданные его братом Тайсоном, магически маскирующие доспехи, выкованные Чарльзом Бекендорфом и палочку Картера Кейна. В «Море чудовищ», его сводный брат Тайсон даёт ему наручные часы, которые превращаются в щит, покрытый узорами, но часы повреждаются в «Проклятии титана» и теряются в «Лабиринте смерти».
У Перси есть несколько магических предметов, полученных в битвах с монстрами. Первым из них является рог Минотавра, который он получил после убийства чудовища на Холме Полукровок. Другой — голова Медузы, которую он отрубил после убийства горгоны. В конечном итоге он отдал голову Медузы своей матери, которая с её помощью избавилась от отчима Перси. Также он получил пуленепробиваемый плащ из львиной шкуры, когда убил немейского льва, которым он позже пожертвовал в качестве подношения Посейдону, чтобы спасти свою возлюбленную.

## В других медиа

### Кино

Логан Лерман в роли Перси Джексона в фильме «Перси Джексон и Похититель молний» (2010)

- В июне 2004 года 20th Century Fox приобрела права на экранизацию книг Риордана[18]. В апреле 2007 года режиссёром картины был назначен Крис Коламбус[19]. Съемки начались в апреле 2009 года в Ванкувере[20]. Роль Перси Джексона исполнил актёр Логан Лерман[1]. Возраст персонажа был увеличен с 12 до 16 лет, что, по словам автора первоисточника, было сделано для привлечения внимания подростковой аудитории[21].
- В октябре 2011 года 20th Century Fox объявила о разработке сиквела фильма 2010 года, основанном на второй книге из цикла, «Море чудовищ»,[22] выход которого состоялся 7 августа 2013 года[23]. Лерман вернулся к роли Перси Джексона. Из-за кассового провала фильма производство последующих продолжений было отменено, а сам Лерман подтвердил, что больше не сыграет персонажа[24].

### Телевидение
Уокер Скобелл, ставший известным после фильма «Проект „Адам”», играет Перси Джексона в сериале «Перси Джексон и Олимпийцы» для Disney+ по мотивам одноимённого цикла романов.

### Видеоигры
Перси Джексон является главным героем игры «Percy Jackson & The Olympians: The Lightning Thief», основанной на фильме 2010 года и выпущенной Activision на Nintendo DS 11 февраля 2010 года.

### Мюзикл
Крис Маккаррелл исполнил роль Перси Джексона в мюзикле «Похититель молний» в 2017 году.